# Il conte di Montecristo (film 1943)
Il conte di Montecristo (Le Comte de Monte Cristo) è un film del 1943 diretto da Robert Vernay e Ferruccio Cerio. Nell'edizione italiana della pellicola distribuita nel dopoguerra il nome di Ferruccio Cerio è stato eliminato e sostituito da un fittizio "Giuseppe Macaluso". Questa damnatio memoriae è dovuta al fatto che nello stesso 1943 Cerio aderì alla Repubblica Sociale Italiana.
Tratto dall'omonimo romanzo di Alexandre Dumas, è stato distribuito in due parti, Il conte di Montecristo e La rivincita di Montecristo.

## Trama
Il film segue le vicende del precedente. Marsiglia, 1814. Edmondo Dantès ormai è noto come il Conte di Montecristo, che con ricche spese, acquista delle proprietà a Parigi, frequentando salotti e serate di gala. Il Conte riesce con i suoi garbati modi e le sue spie, a inserirsi nelle grazie del funzionario Caderousse, che anni prima lo aveva fatto imprigionare con la falsa lettera,  che ha sposato la sua antica fiamma Mercedes, e soprattutto riesce ad accalappiare l'attenzione della famiglia di Villefort, ora divenuto cancelliere. Il Conte con i suoi astuti metodi, fa in modo che i suoi tre nemici, a causa delle loro debolezze stesse, chi verso il potere, rinnegando il passato, chi verso il denaro e l'arrivismo sociale, chi verso la speculazione e la gelosia verso Mercedes, finisca inevitabilmente verso la propria rovina. È il piano di vendetta meditato in 15 anni di prigionia dal Conte, che alla fine della storia, si ritira nei suoi possedimenti